# Turkse Van
De Turkse Van is een oorspronkelijk kattenras.

## Kenmerken
De originele Turkse Van is geheel wit van kleur en heeft twee verschillende kleuren ogen. Tegenwoordig bestaat deze voorouder nog steeds, namelijk de Vankedisi. Deze kat wordt in Turkije dan ook als enige echte Turkse Van gezien. De andere soort, die in Europa wordt gefokt, is een overwegend witte kat met een langharige vacht, een grote gekleurde vlek of vlekken boven op de kop, een gekleurde staart en enkele kleine vlekjes op het lichaam.
De Turkse Van kat heeft een krachtig lichaam en een stevige kop. Het karakter wordt alert, levendig en dominant genoemd.

## Geschiedenis
Langharige katten met een overwegend wit uiterlijk komen voor als huisdier in het ruime gebied rond het Vanmeer bij de berg Ararat in Oost-Turkije. In de jaren vijftig zijn een aantal van deze dieren door twee Engelse toeristen mee teruggenomen naar Engeland waar één ervan ermee is begonnen te fokken. Vanuit Engeland verspreidde het ras zich langzamerhand over de gehele wereld. Tot op de dag van vandaag worden er nog af en toe dieren vanuit het oorsprongsgebied geïmporteerd naar andere landen om de fokbasis te verbreden.

## Uiterlijk
Het kenmerkende vachtpatroon wordt veroorzaakt door het dominante "piebald white spotting" gen, S, wat in dubbelvoud aanwezig is, waardoor de kleur zich beperkt tot de kop en staart met soms nog enkele kleine vlekjes op een verder wit lichaam. De eerste dieren waren rood op wit gekleurd, maar tegenwoordig komen er ook crème/wit, zwart/wit, blauw/wit, schildpad/wit, blauwcreme/wit en variëteiten met een tabbypatroon in de gekleurde delen voor. De oogkleur is goud maar ook komen er dieren voor met één of twee blauwe ogen. Ook dit wordt veroorzaakt door het gen S wat de pigmentaanmaak in zowel vacht als oog remt. Hierdoor kan het voorkomen dat een van de twee pigmentlagen in het oog mist waardoor het er blauw uitziet.

## Erkenning
Sinds de jaren zestig is het ras volledig erkend door de meeste overkoepelende organisaties op raskattengebied.